# تصميم بايزي تجريبي
يوفر التصميم البايزي التجريبي (نسبةً لبايز) إطار احتمالٍ نظريًّا عامًّا يمكن استنباط نظريات تصميم تجريبي أخرى منه. وهو مبني على الاستدلال البايزي لتفسير البيانات/الملاحظات التي حُصل عليها خلال التجربة. يسمح هذا بالتعويض عن أي معرفة مسبقة عن المؤشرات التي يجب تحديدها، بالإضافة إلى أي شكوك في الملاحظات.
نظرية التصميم البايزي التجريبي مبنية إلى حد ما على نظرية صنع القرارات المثالية عند وجود شك. الهدف عند تصميم تجربة هو الخروج بأعلى حد ممكن من الفائدة المتوقعة لنتيجة التجربة. التعريف الأكثر شيوعًا للفائدة هو أنها قياس لدقة المعلومات التي توفرها التجربة (مثل معلومات شانون أو التنوع السلبي)، ولكن يمكن أيضًا أن تشمل عوامل كالكلفة المالية لإجراء التجربة. تعتمد ماهية التصميم المثالي للتجربة على معيار الفائدة المحدد المختار.

## علاقات لنظرية تصميم مثالي أكثر تخصصًا

### النظرية الخطية
إذا كان النموذج خطيًّا، فإن دالة كثافة الاحتمال السابقة متجانسة، وتتوزع أخطاء الملاحظة بانتظام، تتبسط النظرية لتأخذ شكل نظرية التصميم التجريبي المثالي التقليدية (الكلاسيكية).

### الانتظام التقريبي
يفترض (غالبًا بشكل ضمني) في العديد من الكتابات المتعلقة بموضوع التصميم البايزي التجريبي أن كل دوال كثافة الاحتمال التالية منتظمة تقريبًا. يسمح هذا بحساب الفائدة المتوقعة عن طريق النظرية الخطية، بأخذ المتوسط على كامل فضاء مؤشرات النموذج، وهي طريقة راجعها تشالونر وفيردينيللي (1995). ولكن يجب أخذ الحذر عند تطبيق هذه الطريقة، بما أنه من الصعب التحقق من الانتظام التقريبي لكل الدوال التالية، حتى في حالات أخطاء الملاحظة العادية ودوال كثافة الاحتمال السابقة المنتظمة.

### التوزيع البعدي
أصبح المزيد من الموارد الحاسوبية يسمح حديثًا باستقراء التوزيع البعدي لمؤشرات النموذج، التي يمكن استخدامها مباشرةً للتصميم التجريبي. اقترح فانلير وزملاؤه (2012) طريقةً تستخدم التوزيع البعدي الاستقرائي لتقييم أثر القياسات الجديدة على الشك في توقع الاحتمالات، في حين اقترح ليبي وزملاؤه (2013) أخذ أكبر قدر ممكن من المعلومات بين المؤشرات، والتوقعات، والتجارب الجديدة المحتملة.

## الصيغة الرياضية
بأخذ شعاع {\displaystyle \theta } بمؤشرات يجب تحديدها، ودالة كثافة احتمال مسبقة {\displaystyle p(\theta )} لهذه المؤشرات (البارامترات) ودالة كثافة احتمال {\displaystyle p(y\mid \theta ,\xi )} لإجراء الملاحظات {\displaystyle y}، بأخذ قيم للمؤشرات {\displaystyle \theta } وتصميم تجريبي {\displaystyle \xi }، يمكن عندها حساب دالة كثافة الاحتمال البعدية باستخدام فرضية بايز:
{\displaystyle p(\theta \mid y,\xi )={\frac {p(y\mid \theta ,\xi )p(\theta )}{p(y\mid \xi )}}\,,}
حيث {\displaystyle p(y\mid \xi )} كثافة الاحتمال الهامشية في فضاء العيان
{\displaystyle p(y\mid \xi )=\int p(\theta )p(y\mid \theta ,\xi )\,d\theta \,.}
الاستفادة المتوقعة للتجربة ذات التصميم {\displaystyle \xi } يمكن تعريفها كالتالي
{\displaystyle U(\xi )=\int p(y\mid \xi )U(y,\xi )\,dy,}
حيث {\displaystyle U(y,\xi )} تابع ما ذو قيمة حقيقية لدالة كثافة الاحتمال البعدية {\displaystyle p(\theta \mid y,\xi )} بعد إجراء الملاحظة {\displaystyle y} باستخدام تصميم تجريبي {\displaystyle \xi }.

## الربح في معلومات شانون كفائدة
يمكن تعريف الفائدة بأنها الربح المسبق البعدي في معلومات شانون
{\displaystyle U(y,\xi )=\int \log(p(\theta \mid y,\xi ))\,p(\theta |y,\xi )\,d\theta -\int \log(p(\theta ))\,p(\theta )\,d\theta \,.}
الاحتمال الآخر هو تعريف الفائدة بأنها
{\displaystyle U(y,\xi )=D_{KL}(p(\theta \mid y,\xi )\|p(\theta ))\,,}
تفرق كولباك-لايبلر للسابق من التوزيع البعدي. لاحظ ليندلي (1956) أن الفائدة المتوقعة ستكون مستقلة عن الإحداثيات عندها ويمكن كتابتها بشكلين:
{\displaystyle {\begin{alignedat}{2}U(\xi )&=\int \int \log(p(\theta \mid y,\xi ))\,p(\theta ,y\mid \xi )\,d\theta \,dy-\int \log(p(\theta ))\,p(\theta )\,d\theta \\&=\int \int \log(p(y\mid \theta ,\xi ))\,p(\theta ,y\mid \xi )\,dy\,d\theta -\int \log(p(y\mid \xi ))\,p(y\mid \xi )\,dy,\end{alignedat}}\,}
يمكن تقييم الشكل الثاني دون الحاجة لتقييم دوال كثافة الاحتمال البعدية الفردية {\displaystyle p(\theta \mid y,\xi )} لكل الملاحظات المحتملة {\displaystyle y}. من الجدير ذكر أن الحد الأول من السطر الثاني من المعادلة لا يعتمد على التصميم {\displaystyle \xi }، طالما أن الشك لا يعتمد عليه كذلك. من جهة أخرى، تكامل {\displaystyle p(\theta )\log p(\theta )} في الشكل الأول ثابت لأجل أي {\displaystyle \xi }، لذا إذا كان الهدف اختيار التصميم ذي الفائدة الأكبر، فليس من الضروري حساب الحد على الإطلاق. درس العديد من المؤلفين طرائق عددية لتقييم هذا المعيار وإيجاد القيمة المثالية له، ومنهم فان دن بيرغ، وكورتيس ترامبرت (2003)، ورايان (2003). نلاحظ أن:
{\displaystyle U(\xi )=I(\theta ;y)\,,}
ربح المعلومات المتوقع هو بالضبط المعلومات المشتركة بين المؤشر (البارامتر) θ والملاحظة y. ذكر بانيا (2019) مثالًا عن التصميم البايزي لتمييز النموذج الديناميكي الخطي. بما أن {\displaystyle I(\theta ;y)\,,} من الصعب حسابه، يستخدم حده الأدنى كتابع للفائدة. توجد القيمة الأعظمية للحد الأدنى عندها وفق شرط طاقة الإشارة. قورن التصميم البايزي المقترح بالتصميم المثالي (دي-المثالي) التقليدي المتوسط. ظهر أن التصميم البايزي أفضل من تصميم (دي المثالي).
يصف معيار كيلي أيضًا دالة فائدة كذلك لأجل مقامر يسعى لجعل ربحه أعظم ما يمكن، يستخدم في نظرية المقامرة والمعلومات؛ وضع كيلي مطابق لما سبق، بأخذ المعلومات الجانبية أو «الشبكة الخاصة» محل التجربة.